# 吸血鬼 (1932年の映画)
『吸血鬼』（Vampyr）は、デンマーク人カール・テオドア・ドライヤーが監督した1932年公開のフランス・ドイツ合同映画であり、シェリダン・レ・ファニュのIn a Glass Darklyという短編集のいくつかの話が基になっている。日本語では『ヴァンパイア』という題名で言及されることもある。
アートフィルムであるこの作品は、短い会話とストーリーで構成されており、光と影の効果的な使用で今日まで賞賛されてきた。ドライヤーはこういった特殊効果を生み出すのに、カメラのレンズの前に上質なガーゼのフィルターをかけて登場人物や大小道具をぼやけさせ、観客を夢の中にいるような気分にさせた。1933年に公開されたこの初期のトーキー作品は、英語・フランス語・ドイツ語の3カ国の言語が収録された。
様々な長さのものやシーンのアレンジ版が残っており、『Vampyr: Der Traum des Allan Grey (The Dream of Allan Grey)』などといったタイトルで残っているものもある。アメリカ合衆国では『The Vampire』 として1934年に著作権登録された上、『Not Against the Flesh』というタイトルで1935年に劇場公開された。どちらもGeneral Foreign Sales Corporationによるものである。1930年代末にはArthur Ziehm Inc.によって『The Castle of Doom』というタイトルで英語版が制作された。
ジュリアン・ウェスト（ニコラ・ド・ガンズビュール男爵の芸名）、モーリス・シュッツ、レナ・マンデル、ジビレ・シュミッツ、ジャン・ヒエロニムコ、ヘンリエット・ジェラルドといったスターが出演した。

## あらすじ
本編自体ははっきりしないものが多く、恐ろしい夢の中のような雰囲気に包まれている。
アラン・グレイというフランスの田舎町を旅する青年が、Courtempierreという村にぽつんと聳え立つ城の近くの宿屋に来た。それ以来アランは、肉体から魂が抜け出るといった説明のつかないような現象を目にするようになる。メイナーの領主から助言を受け、アランは城を訪れ、ある一家の悲劇的な崩壊に巻き込まれる。領主の娘であるレオーネは貧血になってしまったが、領主は吸血鬼の仕業だと考えた。
吸血鬼についての古い本を読み、アランは吸血鬼についての知識を蓄えていった。吸血鬼の正体は、重罪で死刑を科せられ、25年前にも似たような疫病をはやらせていた妖婦、マルグリット・ショパンだった。彼女は自身の被害者の手当をする村医師と共謀していたが、彼女が一番恐れていたことは、自分の奴隷が自殺を図ることで、そうされてしまうと、彼女の魂は悪魔のものになってしまう。それを知ったアランと古い使用人はマルグリットを焼殺し、彼女の奴隷はみな死んでしまった。
マルグリットの死後、アランはレオーネの姉妹、ジゼルとともに村を出て行った。

## キャスト
- ジュリアン・ウェスト：アラン・グレイ
- レナ・マンデル：ジゼル
- ジビレ・シュミッツ：レオーネ
- ジャン・ヒエロニムコ:村医師
- ヘンリエット・ジェラルド：マルグリット・ショパン
- ジェーン・モーラ:看護師
- モーリス・シュッツ：メイナーの村長
- アルバート・ブラス：執事頭
- N・ババニニ：執事頭夫人

## 製作
ドライヤーはカメラマンに「まず僕らがいつもの部屋の中で座っているところを想像してくれ。突然ドアの陰に屍が隠れていることを知らされる。そうなると僕らの座っているところはまったくもって変わってしまう。全てのものが別次元のものになってしまう。物質的には同じなのに、光や雰囲気までもが変わってしまう。これは僕らが変わってしまったからなんだ。つまりこれが僕の求めている効果なんだ。」と指示したことが記録に残っているが、演技よりも不気味な雰囲気を作るのに熱心だったことがうかがえる。

### 企画
『裁かるるジャンヌ』公開から1年後の1929年末、映画監督カール・テオドア・ドライヤーは、映画『吸血鬼』の企画を始めた。『裁かるるジャンヌ』でドライヤーをサポートしていた制作会社は、彼にもう一本映画を撮ってほしいと考えていたが、その映画の企画が頓挫し、ドライヤーはスタジオを離れて新作を撮ることにした。混乱の中、ヨーロッパの映画産業にトーキーを導入するに当たり、ドライヤー初の試みは困難な状況の下で行われた。フランスで自国初のトーキーを作るに当たり、国内の映画会社の技術は遅れており、音声の入った場面はイングランドで収録することとなった。ドライヤーはイングランドにトーキーの勉強をしに行き、その時ロンドンに暮らしていたデンマーク人脚本家クリステン・ジュルと知り合った。超自然の存在を題材とした作品を書こうと思ったドライヤーは、30冊以上のミステリ小説を読み、「なぜかドアが開いたり、わけもなくドアノブが動く」といったいくつかの要素がよく出てくることに気付いた。
ドライヤーはこの時、「我々ならこういうのを楽しく作れそうだ」と誇らしげに思った。当時ロンドンとニューヨークでは1927年に舞台版『ドラキュラ』が大ヒットし、吸血鬼物は時代の最先端を行くと考えていたドライヤーは、ジュルとともに吸血鬼物の脚本を書いた。
『吸血鬼』はシェリダン・レ・ファニュが1872年に発表した、5つの話からなる短編集『en:In a Glass Darkly』が基になっている。このうちドライヤーが基にしたのは同性愛的要素のある吸血鬼ものの要素を持つ『カーミラ』と、生き埋めを題材とした『The Room in the Dragon Volant』の2つである。ドライヤーは映画の題名をつけるのに難儀し、初期の案には『Destiny』や『Shadows of Hell』というものもあり、映画専門誌『Close Up』に企画が紹介された時の作品名はThe Strange Adventure of David Grayだった。

### プリプロダクション
フランスに戻ったドライヤーはキャスティングとスカウトを開始した。
当時のフランスでは、ルイス・ブニュエルの『黄金時代』やジャン・コクトーの『詩人の血』（いずれも1930年公開）といった独立制作のアート映画に投資する動きが小規模ながらもあった。画家のValentine Hugoを通じて、ドライヤーは貴族ニコラ・ド・ガンズビュールと知り合い、彼を主演に据えるという条件の元、新作の資金提供の約束を取り付けてもらった。俳優になることを許していなかった家族と揉めたガンズビュールは、ジュリアン・ウェストという芸名で出演した。なお、この名前は3か国語版すべての撮影が開始された時点でいずれのバージョンにも使用された。この映画の出演者のほとんどはアマチュアで、領主役のモーリス・シュッツとその娘であるレオーネ役のジビレ・シュミッツとだけがプロの俳優だった。村医師役のジャン・ヒエロニムコは、ドライヤーが深夜のパリの地下鉄でスカウトした人物だった。映画に出ないかと持ちかけられた時、ヒエロニムコはぽかんとドライヤーを見つめそのまま答えなかったが、のちにドライヤーの関係者に連絡を取り出演することを伝えた。他のアマチュアの出演者も同様に店先やカフェで声をかけられた。
製作・撮影スタッフの中には、撮影監督のルドルフ・マテや美術監督のヘルマン・ワルムのように、『裁かるるジャンヌ』に携わった者もいた。
多くのシーンの撮影はクルトンピエールで行われ、宿屋や城は実在のものを使用し、踊る陰の出てくる建物は、以前アイスクリーム工場だったものを使用した。ドライヤーと撮影監督のルドルフ・マテは、映画のロケ地探しに乗り出したが、ドライヤーは助手に「廃工場を探してきてくれ。ああいうところはお化けが出そうで、エドガー・アラン・ポーが想像力を働かせるにはもってこいの場所だ。そんなに遠くへはいけないが、パリのどこかにあるだろう。」と指示し、ロケ地探しのほとんどを任せた。脚本の草稿では、村医師が村から逃げようとして沼地にとらわれるという展開だった。沼地探しにスタッフが動いたとき、彼らは製粉場を見つけ、その製粉錠の窓やドアの周りに白い影が現れたのを目の当たりにした。その出来事の後、映画の展開は、村医者が製粉場で大量の小麦粉に押しつぶされて死ぬというものに変更された。
この結末をあらわすために、粉状にした白い石膏が使われた。白い色というのは、失血を表すために使われた色であり、映画の中に出てくる霧や小麦粉、建物や空までもが白かった。

### 撮影
この映画の撮影は1930年から31年半ばに行われた。
撮影の際にセットは作られず、ロケ地での撮影となった。これは、スタジオを借りるだけの資金がなかったことのほかに、ロケ地で撮影したほうが夢見るような恐怖の世界を表現できるとドライヤーが考えたためでもある。
彼は当初この映画をサイレントとして撮影したいと考えており、タイトルカードにあらすじが書かれているといった名残が見られる。。
本編中での会話は最小限に抑えられ、会話の場面において、俳優にはフランス語・ドイツ語・英語に合わせて口を動かしてもらい、ポストプロダクションの際、唇の動きに合わせて声を吹き込んでもらった。現在のところ英語版の完全な記憶は残っていない。
大邸宅での場面は、1930年の4月から5月にかけて撮影された。この建物は撮影陣および俳優たちが撮影中に寝泊まりする場所であったが、寒いうえにネズミに出くわすことが少なくなかったりと、あまり良い環境ではなかった。
教会の場面は1930年8月に撮影が行われた。この場面の撮影に使われた建物は本物の教会ではなく、立ち並ぶ墓石に囲まれた納屋であり、セットのデザインは美術監督のHermann Warmが担当した。
批評家・作家のキム・ニューマンは この作品を、『魔人ドラキュラ』の亜流作品というよりも、実験映画としての性格の強い『アンダルシアの犬』などの作品に近いと評した。
ドライヤーは、自身の考える「重いスタイル」でこの映画を作ろうと考えていたが、撮影監督のマテがぼやけた感じの映像の映像を撮影して見せたところで、ドライヤーの考えは変わった
色あせたようなこの効果は、ドライヤーがまさに望んでいたものだった。このような映像になったのは、マテがガーゼをカメラから90cm離れたところに置き、それを通じて撮影したからである。
この映画のほかの特徴に、ドライヤーが美術作品から影響を受けたことが挙げられる。ジゼル役のレナ・マンデルは、ドライヤーがフランシスコ・デ・ゴヤの絵画の模写を彼女に見せたことを話している。
また、デンマークではドライヤーの友であるジャーナリストHenry Hellsenは映画とその美術について詳しく書いた。
ベルリンの試写会で、映画の目的について尋ねられた際、ドライヤーは「特にこれといった意図はありません。他の映画と違ったものを撮りたかったと思っただけ。私は映画界に新たな風をもたらしたかったのです、あなたが望むのならば。それだけです。そしてこの意図はうまくいったかと思いますか?わたしはそう思います。」と答えた。

### ポストプロダクション
撮影・編集の作業をフランスで済ませ、ドイツ語とフランス語のアフレコをドイツで行うため、ドライヤーはフィルムをベルリンに持っていった。当時最高峰の機材が使用できるからという理由で、ドライヤーはウーファで音響関連の作業を行った。
ウェストとシュミッツ以外のキャストは、自分の声を当てなかった。
また、犬やオウムといった動物の鳴き声は、声帯模写のプロの演技によるものである。劇中の音楽はウォルフガング・ツェラーが作曲し、ドライヤーも作曲に参加している。
ドイツ語とフランス語にはいくつかの差異がある。たとえば、アラン・グレイに相当する人物の名前が、ドイツ語版ではデヴィッド・グレイになっているが、これはドライヤーによる間違いから起きたものである。
現存するドイツ語版は、検閲のため一部の場面がカットされており、 村医師の圧死のシーンや吸血鬼が杭を討たれて死ぬ場面も刺激の弱いものになっている。
また、台本上には存在し撮影した形跡があるものの、現存するフィルムには残っていない場面も存在する。たとえば、「工場で吸血鬼が十字架の影を見て後ずさりしている間、渡し守が子どもたちに火を起こさせ、グレイとジゼルを岸へ誘導させるために鼻歌を歌わせる」という場面が該当する。
ドライヤーはドイツ語版を基にし、デンマーク語版の字幕とタイトルカードを入れた、デンマーク語版の準備をしていたが配給会社がドイツ語版のやり方ではタイトルカードが完成できないということで、よりシンプルなタイトルカードにしてもらった。また、配給会社は劇中に出てきた本のページをタイトルカードにしようとしたが、ドライヤーは「あの古い本は、皆さんの知る文章の塊ではなく、れっきとした俳優なのです。他のものだってそうです」とし、OKしなかった。

## 反響
1930年に製作されたこの映画が2年後に公開されることになったのは、美術的欠陥があったからだとされる。この映画はナレーションを付け加えた配給会社によって短くされたため、ドライヤーはひどく落ち込み、『怒りの日』で制作活動を再開するまでに10年かかった。

## ビデオ発売
低画質バージョンはアメリカやイギリスのホームビデオ会社からリリースされていて、高画質バージョンのDVDはフレンチボックスの1つとして手に入るだけでなく、2008年7月22日には、The Criterion CollectionからDVDが出ることになっている。

## トリビア
- ロマン・ポランスキー監督の映画『吸血鬼』に出てくるジャック・マクガウラン演じる吸血鬼ハンターは、ジャン・ヒエロニムコ演じるこの映画の村医者にインスパイアされている。
- マルグリッド・ショパンはキム・ニューマンの小説『ドラキュラ崩御（英語版）』に出てくる、ドラキュラの花嫁の一人としても知られている。